# Milorad Pilipović
Milorad Pilipović (* 3. Juni 1958) ist ein ehemaliger serbischer Fußballspieler und aktueller -trainer.

## Karriere

### Als Spieler
Pilipovićs erste Stationen als Spieler waren u. a. die jugoslawischen Vereine FK Vojvodina Novi Sad und Spartak Subotica. 1984 zog es ihn nach Deutschland, wo er in der Saison 1984/85 als offensiver Mittelfeldspieler für den Zweitligisten SC Freiburg in 34 Spielen zehn Tore erzielte. Zur darauffolgenden Spielzeit wechselte er zum Liga- und Lokalrivalen Karlsruher SC. Auch hier avancierte Pilipović auf Anhieb zum Stammspieler und stieg mit dem KSC unter Winfried Schäfer 1987 in die Bundesliga auf. In der höchsten deutschen Spielklasse stand Pilipović in drei Jahren 56 Mal für die Badener auf dem Platz und erzielte dabei fünf Tore.

### Als Trainer
Zwei Monate nach Beendigung seiner aktiven Karriere startete Pilipović als Trainer des FC Emmendingen. Nachdem er dort nach einer Saison entlassen wurde, heuerte er beim FK Roter Stern Belgrad als Scout an. In der Saison 2004/05 betreute er den Amateur-Oberligisten FC 08 Villingen, bis zur Saison 2009/10 war er beim Bahlinger SC, ebenfalls in der Oberliga Baden-Württemberg, beschäftigt. Seit der Saison 2010/11 trainiert er die Frauenmannschaft des SC Freiburg, mit der er Meister der 2. Bundesliga Süd wurde und in die Bundesliga aufstieg. Im Februar 2014 versprach Pilipović dem Bahlinger SC seine Dienste für die Saison 2014/15. Aufgrund akuter Abstiegsgefahr kehrte er allerdings bereits Mitte April 2014 an seine alte Wirkungsstätte zurück und verhinderte einen sicher geglaubten Abstieg des Bahlinger SC auf sensationelle Art und Weise in den letzten sieben Spielen der Saison 2013/14. In der darauffolgenden Saison 2014/15 erreichte Pilipović mit Bahlingen als Zweiter die Aufstiegsrelegation. Dort setzte sich das Team gegen den TSV Lehnerz sowie den SC Hauenstein durch und stieg somit in die Regionalliga Südwest auf. Als Aufsteiger landete das Team 2015/16 auf Platz 14, was den direkten Wiederabstieg in die Oberliga bedeutete. Zum Klassenerhalt fehlten zwei Punkte. Unmittelbar nach dem letzten Saisonspiel trat Pilipović als Trainer in Bahlingen zurück.
Am 18. November 2019 wurde Pilipović neuer Cheftrainer beim SGV Freiberg in der Oberliga Baden-Württemberg. Dort unterschrieb er einen Vertrag bis Juni 2021. Mitten in der Vorbereitung auf die Oberliga-Saison 2020/21 trennte sich der Verein am 25. Juli 2020 von Pilipović. Anfang Oktober 2020 übernahm Pilipović den Cheftrainerposten beim südbadischen Verbandsligisten FC Denzlingen. Zur Saison 2024/25 kehrte er zum Bahlinger SC, diesmal als Co-Trainer, zurück.